# Кочі (Індія)
Кочі (англ. Kochi, малаял. കൊച്ചി), раніше відоме як Кочін (англ. Cochin) — місто на півдні Індії, в окрузі Ернакулам штату Керала, важливий порт Аравійського моря. Кочі є найбільш густонаселеним містом Керали з населенням 602 046 мешканців (перепис 2011 року). Населення агломерації — 2 119 724 осіб, що створює найбільшу міську агломерацію штату (близько 2,1 мільйона чоловік). З 1967 року має статус муніципальної корпорації.

## Назва
Стародавні мандрівники і торговці називали Кочі по-різному, трансформуючи назва міста в Кокім, Кочим, Кочин та Кочі. Ймовірно назва міста походить від малаяламських слів кочу ажі, що означають в перекладі «маленька лагуна». Згідно з іншою версією Кочі походить від слова касі, яке перекладається як «бухта». Згідно з італійськими дослідникам Ніколо Конті (15-е століття) і Фра Паоліні (17-е століття) назва Кочі походить від назви річки, що зв'язує водно-болотні угіддя Керали з морем. Після прибуття португальців, а потім і британців офіційною назвою міста стало Кочін. Малаяламську назву Кочі було повернуто в 1996 році, проте назва Кочін продовжує залишатися широко вживаною.

## Історія
З 1102 р. — столиця невеликого приморського князівства.
У XV столітті Кочі відвідав китайський мандрівник Ма Хуань (в складі експедиції адмірала Чжен Хе).

### Європейське панування
1500 року Педру Алваріш Кабрал, після вигнання португальців з Калікуту заснував тут перше європейське поселення в Індії
В 1502 Васко да Гама обладнав в місті першу в Індії торгову факторію.
В 1503 Афонсу де Албукерке побудував в Кочі Форт Емануел — перший європейський форт на території Індії.
У 1524 році, під час свого третього візиту до Індії, у Кочі помер Васко да Гама і був похований в місцевій Церкві Св. Франциска, одній з перших португальських церков на території Індії. Через 14 років перепохований в Португалії.
В 1663 році контроль над містом перейшов в руки голландців.
В 1795 Голландія передала Кочі Британії, в обмін на острів Банка в Південно-Східній Азії (сучасна Індонезія).

### Етап незалежності

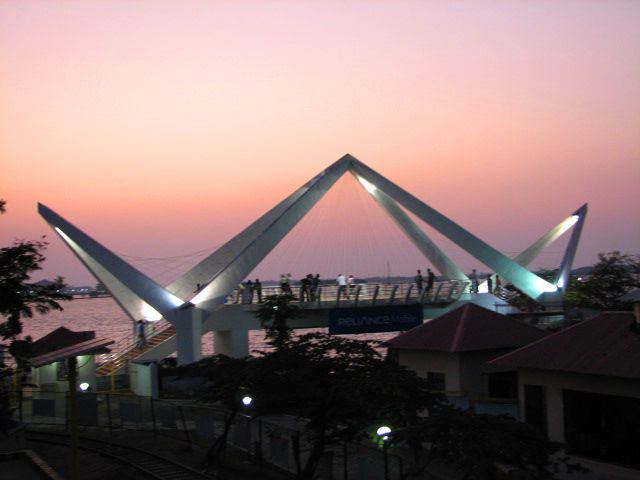
Китайський міст в Кочині.

У 1947 році, після здобуття Індією незалежності Кочин став першим тубільним князівством, яке добровільно приєдналося до Індійського Союзу. У 1949 році був утворений штат Траванкор-Кочин в результаті об'єднання Кочина і Траванкора. Махараджа Траванкора став раджпрамуком нового штату (з 1949 по 1956 рік). У 1956 році штат Траванкор-Кочин був перетворений в штат Керала.

## Клімат
Місто знаходиться у зоні, котра характеризується мусонним кліматом. Найтепліший місяць — квітень із середньою температурою 29.4 °C (85 °F). Найхолодніший місяць — липень, із середньою температурою 26.1 °С (79 °F).
| Клімат Кочі             | Клімат Кочі | Клімат Кочі | Клімат Кочі | Клімат Кочі | Клімат Кочі | Клімат Кочі | Клімат Кочі | Клімат Кочі | Клімат Кочі | Клімат Кочі | Клімат Кочі | Клімат Кочі | Клімат Кочі |
| Показник                | Січ.        | Лют.        | Бер.        | Квіт.       | Трав.       | Черв.       | Лип.        | Серп.       | Вер.        | Жовт.       | Лист.       | Груд.       | Рік         |
| Абсолютний максимум, °C | 35          | 37          | 37          | 34          | 35          | 33          | 35          | 35          | 38          | 35          | 34          | 33          | 38          |
| Середній максимум, °C   | 30          | 31          | 31          | 31          | 31          | 28          | 28          | 28          | 28          | 29          | 30          | 30          | 30          |
| Середня температура, °C | 27          | 28          | 28          | 29          | 28          | 26          | 26          | 26          | 27          | 27          | 27          | 27          | 27          |
| Середній мінімум, °C    | 23          | 25          | 26          | 26          | 26          | 25          | 24          | 24          | 25          | 25          | 25          | 23          | 25          |
| Абсолютний мінімум, °C  | 17          | 18          | 20          | 21          | 22          | 21          | 21          | 20          | 22          | 20          | 20          | 19          | 17          |
| Норма опадів, мм        | 20          | 20          | 40          | 120         | 310         | 560         | 520         | 340         | 240         | 310         | 160         | 40          | 2740        |
| Днів з опадами          | 2           | 2           | 4           | 7           | 12          | 22          | 23          | 19          | 13          | 17          | 9           | 2           | 132         |
| Вологість повітря, %    | 75          | 75          | 75          | 80          | 85          | 90          | 90          | 90          | 85          | 85          | 80          | 75          | 82.1        |
| ----------------------- | ----------- | ----------- | ----------- | ----------- | ----------- | ----------- | ----------- | ----------- | ----------- | ----------- | ----------- | ----------- | ----------- |
| Джерело: Weatherbase    |             |             |             |             |             |             |             |             |             |             |             |             |             |

## Економіка
В місті діє Кочинська фондова біржа. За 30 км від центру міста розташований Міжнародний аеропорт Кочин.
З червня 2017 року в місті працює естакадний метрополітен.

## Релігія
В місті знаходиться Базиліка Санта Крус, що є однією з восьми базилік в Індії. Будівля вважається історичною спадщиною штату Керала.